# Алпска ружа
Алпска ружа (лат. Rhododendron ferrugineum) такође позната као: слец, црвена алпска ружа, горска ружа и рододендрон је планинска биљка која расте искључиво на високим планинским подручјима. Може да достигне висину до једног метра. Потиче из средње Европе.

## Карактеристике
Алпска ружа је зимзелена и трајна биљка која расте у грмовима висине око 40 сантиметара.
- Листови су јој зимзелени, кожасти и јајастог облика. Са горње стране листови су тамнозелени, а са доње у почетку жутозелени, а после смеђи, налик рђи. У односу на биљку листови су доста велики.
- Цветови су звонасти, расту на дугим дршкама, скупљени у гроздасте цватове који надвишују лишће. Они су розикасто црвене боје.

## Распрострањеност
Распрострањена је на планинском подручју, углавном на висинама од 1.500 до 2.500 m. Одговара ју јој полу-засењена места, са сталном влажношћу ваздуха.

## Лековити део биљке
Листови који се беру непосредно пре цватња биљке имају нека лековита својства. Они поспешују излучивање зноја и мокраће. Алпска ружа се такође користи у лечењу реуматизма зглобова, болова у мишићима и неуралгичних болова.

### Базе података
- USDA Plants Database: Rhododendron
- ITIS Report: Rhododendron
- eFloras.org
  - Flora of North America: Rhododendron
  - Flora of China: Rhododendron
  - Annotated Checklist of the Flowering Plants of Nepal: Rhododendron

### Удружења
- American Rhododendron Society
  - The Quarterly Bulletin of the American Rhododendron Society 1947—1981
  - Journal of the American Rhododendron Society (JARS) 1982-
  - „Genus Rhododendron Taxonomic Tree”. American Rhododendron Society. Information Source: Cox, Peter A.; Cox, Kenneth N. E. (1997). The Encyclopedia of Rhododendron Species. Glendoick Publishing. ISBN 978-0-9530533-0-8. Непознати параметар |name-list-style= игнорисан (помоћ).
- The Rhododendron, Camellia & Magnolia Group of the Royal Horticultural Society
- Rhododendron Species Foundation and Botanical Garden
- Société Finlandaise du Rhododendron
- Australian Rhododendron Society
- German Rhododendron Society
- New Zealand Rhododendron Association
- Danish Rhododendron Society
- Fraser South Rhododendron Society

### Ботаничке баште
- Royal Botanic Garden Edinburgh: Rhododendrons at the four Gardens Архивирано на веб-сајту  (29. мај 2018)
- National Rhododendron Gardens Melbourne Australia Архивирано на веб-сајту  (4. март 2019)